# エド・オブライエン
エドワード・ジョン・オブライエン（英語: Edward John O'Brien、1968年4月15日 - ）は、イギリス・オックスフォード出身のミュージシャン。
英国のロックバンド、レディオヘッドのギタリスト。メインボーカルであるトム・ヨークに負けないほどの歌声の持ち主で、バックボーカル・コーラスも担当する。同バンドのギタリストで唯一ギターのみを中心とした音作りを志向し、その分足下のエフェクターの数はトムやジョニー・グリーンウッドの2倍以上。カバサなどのパーカッションも扱う。
2020年に初のソロアルバム「Earth」を発売する。
2003年の「ローリング・ストーンの選ぶ歴史上最も偉大な100人のギタリスト」において、同バンドメンバーのジョニー・グリーンウッドの第59位に次ぐ、第60位。2010年の改訂版では第59位。

## 人物
メンバー随一の196cmの長身。医者の息子として生まれるが、父親はジャズやロックを趣味としていたため理解があり、メンバーの中では最も苦もなくバンド活動に打ち込む。名門マンチェスター大学の政治/経済学を専攻しており、1997年のアンケートでの"もし首相になったら"の項では民主主義を再考したいと冗談めかして書いている。スポーツマンでもあり、アビントン・スクール時代はサッカーやクリケットクラブに在籍。現在でもサッカー観戦を趣味にしている。明るく人当たりの良い人柄で、フロントマンのトムに次いでメディアのインタビューを受ける機会は多い。ブログの更新頻度も特に多く、度々ファンとバンドの橋渡し的な役割もこなす。

## バンド加入～現在
アビントン・スクールでは元々トムがエドの妹に気があるという噂が流れており、エドは合う前からすでにトムの存在を知っていた。ある日、エドは教師に怒鳴りながら食ってかかっていた同い年のトムと初めて顔を合わせ、友人の間柄になる。その後、トムとコリンは「モリッシー似でルックスが良かった」エドを自分たちのバンドにギタリストとして誘った。エドは幼少時にヴァイオリンを習っていた事があったものの、当時はギターコードの押さえ方すら知らない状態だったという。
長らくバンドのリズムを刻んでいた中古のリズムマシンが故障した際、エドは「ビビっていた」二人を尻目に、校内で幅を利かせていた上級生グループに属していたフィル・セルウェイを勧誘することに成功する。やがてコリンの実弟ジョニー・グリーンウッドも加入、レディオヘッドの前身『オン・ア・フライデー』のメンバーが揃っていく。以後は同メンバーでレディオヘッドとして活動を続けている。

## プレイスタイル
同バンドの三人のギタリストの中では唯一、担当楽器をほとんどの曲でギターから変化せずにステージングを行う。ノイズ・アンビエント的なギタープレイが多いのも特徴で、特に『Kid A』以降のエレクトロニカ風ナンバーでは、エドは鍵盤系の楽器を扱わない分、サンプリングを駆使してギターサウンドを変化させ、楽曲に色をつけている。
基本的にリードプレイはジョニーが中心で、曲のルートやコード感を出すメインパートはトムが中心となるが、エドの広がりのあるエフェクトプレイによってライブでダイナミックな音像を保っている楽曲は多く、ギター二本の通常のバンド編成でレディオヘッドの楽曲をコピーした場合など、再現性の難しさにその重要さを窺い知ることができるだろう。
バックボーカル・コーラスでは低音から高音まで綺麗に歌い上げ、ハモリやツインボーカルが多い楽曲レパートリーの中で重要な役割を果たしている。ソングライティングに関してはトムやジョニーほどの貢献度はないものの発言力は大きく、特に『ヘイル・トゥ・ザ・シーフ』以降のロック的でありジャジーな要素には、エドの指向が反映されている部分が大きいとトムは様々なメディアに語っている。また、B面曲"Lull"など数曲ではあるが、エドが完全にほぼ一人で仕上げた楽曲も存在する。

## 私生活
ロンドンのアムネスティ・インターナショナルで働くSusan Cobrinと結婚。2004年に長男Salvadorが、2006年に長女Oonaが生まれている。

## ディスコグラフィー
・Earth 2020年